# Metisella meninx
The Marsh Sylph (Metisella meninx) là một loài bướm ngày thuộc họ Bướm nhảy. Nó là loài đặc hữu của the wet vleis of highland grassland in miền bắc KwaZulu-Natal, Mpumalanga, Gauteng, phần phía bắc của the Orange Free State and the extreme phía đông của North West Province. It has become extinct in many areas close to Johannesburg due to building developments.
Sải cánh dài 26–28 mm đối với con đực and 27–29 đối với con cái. Con trưởng thành bay từ tháng 12 đến tháng 3 (nhiều nhất vào từ tháng 1 đến tháng 2). There is one extended generation per year.
Ấu trùng ăn Poaceae marsh grass species.